# Paróquia Sagrada Família (Machava)
A Paróquia Sagrada Família é um templo da Igreja Católica localizada na Machava, um bairro da cidade da Matola, que pertence à Arquidiocese de Maputo. A igreja foi desenhada pelo arquitecto Pancho Guedes

## História
A Missão da Sagrada Família da Machava foi criada em 31 de Janeiro de 1956, tendo-se separado da Missão de S. Gabriel da Matola-Rio, fundada também pelos Missionários da Consolata. Tinha uma área de cerca de 280 km{\displaystyle ^{2}} e uma população total de 18.220 habitantes, dos quais 3.350 eram católicos.
Inicialmente o culto era realizado numa capela, que desde logo se revelou pequena e inadequada e por isso a comunidade católica organizou-se em 1960 no sentido de construir uma igreja em alvenaria. O projeto da igreja foi executada pelo arquitecto Pancho Guedes, o qual mostrou neste templo toda a sua criatividade utilizando a plasticidade do betão para formas curvas e torcendo as vigas do teto para erguer cruzes a três dimensões também replicadas na torre que é separada do corpo principal da igreja.
Em 1965, tem início a construção de um edifício escolar para acolher os alunos, que já totalizavam 2.500, em melhores condições. Assim, em Março de 1967, ficaram concluídas as primeiras seis salas, e em 1968 mais seis ficam prontas.
Depois da independência nacional, em 1975, a Paróquia da Machava passou por grandes mudanças e dificuldades. A população de origem europeia abandona o país, algumas estruturas da paróquia são nacionalizadas, as restrições à liberdade religiosa promulgadas pelo governo dificultam a acção pastoral. Alguns anos depois, assistiu-se  ao regresso à prática religiosa de muitos cristãos que se tinham afastado pelo clima revolucionário.
Em 1988, começou a funcionar o seminário de Nossa Senhora da Consolata, que em 1992 deixou as instalações provisórias da paróquia da Machava para passar a ter a sua sede definitiva na Matola. Em 1996, começou a funcionar um emissor radiofónico que transmite em FM para a cidade de Maputo e arredores: a Rádio Maria.
Os Missionários da Consolata, depois de 50 anos de presença missionária na Machava, fizeram em 2007 a entrega da Paróquia da Sagrada Família ao clero diocesano de Maputo, que passou a ter a responsabilidade de levar para a frente o trabalho missionário.